# Léon II (pape)
Pour les articles homonymes, voir Léon II.
Léon II, né en Sicile ou en Calabre à une date vers 611, mort le 3 juillet 683 à Rome, est pape de 682 à 683.
Les origines du pape Léon II sont incertaines. Il serait soit le fils d'un certain Paul Manejo, médecin renommé, et serait né en Calabre dans la Vallis Salinarum (actuelle plaine de Gioia Tauro), mais selon d'autres sources il serait plutôt un sicilien originaire de Messine, comme son prédécesseur le pape Agathon.
Il étudie à la Scola cantorum de Rome. À la mort d'Agathon le 10 janvier 681, il est élu pape, sans doute au cours du mois de janvier. Cependant, l'empereur byzantin Constantin IV refuse de reconnaître l'élection et demande, en échange, la condamnation du pape Honorius Ier, considéré comme partisan du monothélisme au Troisième concile de Constantinople qui se déroule alors.
Les tractations se poursuivent jusqu'en 682. Constantin obtient la condamnation du feu pape et en échange, accorde à Léon II, entre autres :
- la reconnaissance de l'élection pontificale ;
- la présence d'un apocrisiaire permanent du pape à Constantinople ;
- le transfert à Rome des monothélistes condamnés par le concile, pour y être jugés par la papauté ;
- la reconnaissance de la suprématie du pape sur l'exarque de Ravenne ;
- la diminution des versements de la Sicile et de la Calabre au Trésor impérial.

Son corps repose à la basilique Saint-Pierre. Il est considéré comme saint et son culte est attesté dès les martyrologes de Bède le Vénérable et d'Adon de Vienne. Il est fêté le 3 juillet en occident et le 28 juin en orient.